# Bernard Talvard
Bernard Talvard, född den 8 oktober 1947 i Melun, Frankrike, är en fransk fäktare som bland annat tog OS-brons i herrarnas lagtävling i florett i samband med de olympiska fäktningstävlingarna 1976 i Montréal.